# Анете фон Дросте-Хюлзхоф
Анете фон Дросте-Хюлзхоф (на немски: Annette von Droste-Hülshoff), с цяло име Анна Елизабет Франциска Адолфина Вилхелмина Лудовика баронеса фон Дросте цу Хюлзхоф, е най-значимата германска поетеса от епохата Бидермайер.

## Биография
Анете фон Дросте-Хюлзхоф произлиза от старата католическа аристокрация на Вестфалия. Води затворен и вглъбен живот. През датството и младостта си е болнава – резултат от преждевременното ѝ раждане. Освен това е силно късогледа и страда от главоболие. Анете получава образование от частни учители – изучава древни езици, френски, естествена история, математика и музика (наследява значителен музикален талант от баща си). Започва да пише още като дете – запазени са 50 нейни поеми, създадени между 1804 и 1814 г.
След смъртта на бащата през 1826 г. фамилната собственост преминава у брат ѝ, така че Анете и по-възрастната ѝ сестра се преселват заедно с майката в нейния вдовишки дом Рюшхаус край Гливенлек.
Своето първо по-голямо пътешествие Анете извършва през 1825 г. – една година преди смъртта на баща си – и то я отвежда по поречието на Рейн до Кьолн, Бон и Кобленц. В Бон, който многократно посещава до 1842 г., Анете се среща с Аугуст Вилхелм Шлегел. Макар и да поддържа писмена връзка със съвременни интелектуалци като братята Грим, тя никога не се отхвърла от повелите на фамилията и често е призовавана като болногледачка. Понеже самата тя постоянно боледува, никога не се стига до семеен разрив или до решение сама да припечелва препитанието си с писателска дейност. И все пак Анете чувства призанието си на поетеса.
Анете фон Дросте-Хюлзхоф приема литературната си дейност изключително сериозно и е убедена, че ще създаде значимо изкуство. Нейните балади и една новела бързо се прочуват. Важен документ за нейната дълбока религиозност е лиричният цикъл „Духовната година“ (Das geistliche Jahr) (1818–1840), над който тя работи повече от 20 години. В него – както е характерно за времето – е изобразено раздвоението на човека между просветеното съзнание и религиозното упование.
От 1841 г. поетесата живее предимно при сестра си в замъка Меерсбург край Боденското езеро, но продължава да смята за свой дом Рюшхаус при Мюнстер.
В следобедните часове на 24 май 1848 г. Анете фон Дросте-Хюлзхоф умира на 51-годишна възраст в замъка Меерсбург, вероятно от тежко белодробно възпаление.
През 1946 г. е учредена литературната награда Анете фон Дросте-Хюлзхоф, а през 1957 г. град Меерсбург учредява престижната немскоезична награда Дросте за възпоменание на поетесата.

### Лирика
- Gedichte, 1838
  - Hospiz auf dem großen Sankt Bernhard, Epos (1828–1833)
  - Des Arztes Vermächtnis, Epos (1834)
  - Die Schlacht vom Loener Bruch A. 1623, Epos (1837/38)
  - Der Säntis
  - Am Weiher
  - Der Graf von Thal
  - Fragment
- Die Judenbuche, 1842
- Gedichte, 1844
  - Zeitbilder (1841–1843)
  - Haidebilder (1842)
    - Der Knabe im Moor, Ballade (1842)

  - Fels, Wald und See (1841–1843)
    - Am Thurme
    - Das öde Haus
    - Im Moose

  - Gedichte verschiedenen Inhalts
    - Die Taxuswand (1841)
    - Das Spiegelbild (1842)
    - Alten Pfarrers Woche
    - Das Eselein
    - Die beste Politik
    - Scherz und Ernst

  - Balladen (1840–1842)
    - Die Vergeltung
    - Die Vendetta
    - Der Fundator
    - Die Schwestern
    - Der Tod des Erzbischofs Engelbert von Köln
    - Das Fegefeuer des westfälischen Adels
    - Die Stiftung Cappenbergs
    - Kurt von Spiegel
    - Das Fräulein von Rodenschild
    - Der Spiritus des Roßtäuschers
- Mondesaufgang, Gedicht (1844)
- Im Grase, Gedicht (1844)
- Westfälische Schilderungen (1845)
- Das geistliche Jahr, Gedicht-Zyklus (1818–1820/1839–1840)
  - Am letzten Tag des Jahres (Silvester)
- Letzte Gaben. Nachgelassene Blätter (1860)
- Bei uns zu Lande auf dem Lande, Fragment, Nachlass (1862)
- Briefe von Annette von Droste-Hülshoff und Philipp W.
- Historisch-kritische Ausgabe. Werke, Briefwechsel, 13 Bände in 25 Teilbänden, (Hrsg. v. Winfried Woesler) (1978–2000)

### Музикални творби (подбор)
- 15 Lieder für Singstimme und Klavier (etwa bis Herbst 1838), in Reinschrift zusammengefasst
- Minnelieder, 5 Lieder für dasselbe (vor 1834)
- 8 Einzellieder für dass
- 4 Liedfragmente für dass
- 4 mehrstimmige Lieder
- Lochamer Liederbuch für Singstimme und Klavier (1836, Bearbeitung)

### Музикално-сценични творби
- Babilon (nach Babylon von Friedrich de la Motte Fouqué), 3 Idyllen aus dem Frauentaschenbuch für das Jahr 1820, S. 1–38 (zwischen 1820 und 1837), Vorspiel und Musik für 6 Textpassagen als Orchester- und/oder Klavierfassung
- Der blaue Cherub (nach Der blaue Cherub, Singspiel von Adam Oehlenschläger, dt. Kassel 1823, 1828) (zwischen 1823 und 1837), Anmerkungen für die geplante Komposition, Verzeichnis der Stimmlagen für die handelnden Personen erhalten; Arie für Singst. und Kl. Einst zogs mich nach Südlands Auen
- Der Galeerensklave (nach Der Galeeren-Sklav von M. Fernouillot de Falbaire, dt. Münster 1777) (1820er Jahre), Libretto als Prosa-Entwurf, keine Musik erhalten
- Die Wiedertäufer (etwa zwischen 1837 und 1839), nur musikalische Motive erhalten